# 髙木水月
髙木 水月（たかき みづき、2003年5月20日 - ）は、大分県大分市出身の、日本の女子柔道選手。階級は63kg級。身長164cm。組み手は右組み。得意技は大外刈。

## 経歴
柔道は小学校1年の時に始めた。下郡小学校6年の時に全国小学生学年別柔道大会45kg級で3位になった。地元の大分から福岡県の敬愛中学へ進むと、3年の時に全国中学校柔道大会63kg級で3位になった。敬愛高校3年の時にインターハイの個人戦と団体戦でともに5位だった。
2022年に明治国際医療大学へ進むと、2年の時には全日本ジュニアで優勝した。続く世界ジュニアでは決勝まで進むも、フランスのメルキア・オシュコルヌに技ありで敗れて2位だった。グランドスラム・東京では準々決勝でカナダのカトリーヌ・ボーシュマン＝ピナールを技ありで破ると、準決勝では国士舘大学4年の山口葵良梨に合技で敗れるも、3位決定戦ではパーク24の堀川恵に反則勝ちして3位になった。グランプリ・リンツでは3回戦でオーストラリアのカタリナ・ヘッカーに敗れた。3年の時には体重別の準決勝で堀川に腕挫十字固で敗れて3位だった。優勝大会では決勝の環太平洋大学戦で勝利するも、チームは敗れて2位だった。
IJF世界ランキングは357ポイント獲得で87位(25/6/30現在)。

## 戦績
- 2015年 -  全国小学生学年別柔道大会　3位(45kg級)
- 2018年 -　全国中学校柔道大会　3位
- 2021年 -　インターハイ　個人戦　5位　団体戦　5位
- 2023年 -　全日本ジュニア　優勝
- 2023年 -　世界ジュニア　2位
- 2023年 -　講道館杯　7位
- 2023年 -　グランドスラム・東京　3位
- 2024年 - 体重別 3位
- 2025年 -　優勝大会　2位

(出典、JudoInside.com)